# Never Let Me Down
Never Let Me Down es el decimoséptimo álbum de estudio del músico británico David Bowie, lanzado el 20 de abril de 1987 por el sello de EMI America. Bowie concibió al álbum como el inicio de una gira mundial teatral y compuso y grabó la mayoría de las canciones en Suiza. Consideró al álbum, además, como un retorno a la música rock and roll. Tres sencillos se publicaron a partir del disco: «Day-In Day-Out», «Time Will Crawl» y «Never Let Me Down», de los cuales los dos primeros fueron éxitos Top 10 alrededor del mundo.
Considerado uno de los álbumes con mayores ventas de Bowie hasta la fecha fue certificado disco de oro en Estados Unidos por la RIAA a principios de julio de 1987, menos de tres meses después de su publicación, y llegó al top 10 en varios países europeos aun cuando solo alcanzó el puesto número 34 en las listas estadounidenses. A pesar de su éxito comercial este álbum tuvo una pobre recepción entre los seguidores y la crítica, la que se ha referido a la segunda mitad de los años 80 como un punto bajo de creatividad e integridad musical para Bowie, quien después se distanció del álbum, aunque admitió sentirse orgulloso de muchas de sus canciones y, con posterioridad, hizo una remezcla de la canción «Time Will Crawl» (una de sus favoritas), para incluirla en su álbum recopilatorio, iSelect (2008).
Para la promoción de este álbum Bowie realizó el Glass Spider Tour, una gira mundial que era, hasta aquel momento, la gira más grande, más teatral y más elaborada que había iniciado en su carrera. La gira, al igual que el álbum, fue un éxito comercialmente pero recibió ásperas críticas. El fracaso desde el punto de vista de la crítica del álbum y de la gira fue un factor que llevó a Bowie a buscar una nueva forma de motivar su creatividad, tras lo cual creó la banda Tin Machine (1989) y luego retiró su clásico catálogo de las actuaciones en vivo una vez terminada su Sound+Vision Tour (1990). El cantante no publicó otro álbum de estudio hasta Black Tie White Noise (1993).
En julio de 2018 se reveló que el álbum se reeditaría como Never Let Me Down 2018 en octubre de 2018 con "una producción completamente nueva" y nueva instrumentación, supervisada por el productor/ingeniero Mario J. McNulty. 

## Composición y grabación

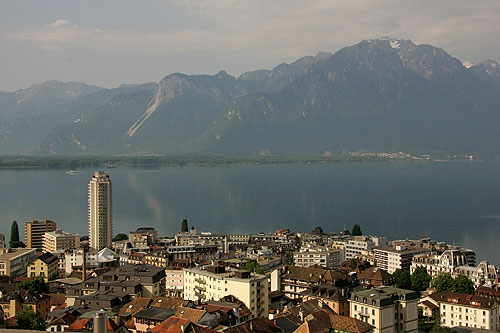
Vista de Montreux (Suiza), ciudad donde Bowie grabó el álbum

Siguiendo al ascenso en fama y éxito de su álbum Let's Dance (1983) y el subsiguiente Serious Moonlight Tour, Bowie se sintió desconectado de su ahora gran cantidad de seguidores, y después de la pobre recepción de Tonight (1984) estaba buscando hacer el próximo álbum de manera diferente. Como resultado de esto, Bowie dijo que quería volver a grabar con un pequeño grupo de rock, como el que tenía al comienzo de su carrera, y que había hecho el álbum como «un retorno a la música rock and roll. De manera muy directa». Bowie sintió que el sonido y el estilo de su nuevo álbum tenían reminiscencias de su álbum Scary Monsters (1980), y que no tenía tantas similitudes con sus predecesores inmediatos.
Bowie pasó un tiempo, a mediados de 1986, en su casa de Suiza escribiendo las canciones con su amigo Iggy Pop. Bowie compuso Never Let Me Down con la intención de presentar las canciones en un espectáculo teatral. Luego grabó unos pocos demos con Erdal Kızılçay antes de trabajar en el álbum con la banda completa. Por primera vez desde su álbum Scary Monsters, Bowie tocó instrumentos en el álbum, además de cantar. Para algunos temas del álbum Bowie tocó el teclado, el sintetizador, la guitarra rítmica y, en dos de las canciones del álbum —«New York's in Love» y «'87 and Cry»—, tocó la guitarra principal.
La composición y grabación del álbum se desarrolló en tres meses. Según el músico del álbum Erdal Kizilcay, "solían comenzar aproximadamente a las 10 de la mañana y terminaban a las 8 de la noche" mientras grababan el álbum, agregando que Bowie "era muy disciplinado" mientras grababa el álbum y "siempre fue intentando algo nuevo". Bowie reconoció que las canciones del álbum carecían de un estilo musical cohesivo, lo que —según declaró— reflejaba sus eclécticos gustos musicales en esa época, y declaró que el álbum fue «un reflejo de todos los estilos de composición que he usado en los últimos años».

## Desarrollo de las canciones
Bowie compuso la primera canción del álbum, «Day-In Day-Out» (la que también fue su sencillo principal), por su preocupación por el tratamiento a los vagabundos en Estados Unidos, ya que quería expresarse al respecto. Algunos canales de televisión censuraron el videoclip lo cual Bowie encontró absurdo. Una versión de la canción cantada en español fue grabada para la promoción de sus primeros conciertos en España con su Glass Spider Tour, se publicó por primera vez en 2007 como parte del lanzamiento digital del EP, Day-In Day-Out.
«Time Will Crawl», que fue referida por Bowie como su favorita del álbum, debe su inspiración a eventos del accidente de Chernóbil, y a la idea de que alguien del mismo barrio que uno podría ser el responsable del fin del mundo. Bowie dijo que su canto en esta canción «le debe mucho a Neil Young», y notó que la variedad de voces que usó en el álbum era una referencia a los músicos que lo habían influido en el pasado. Bowie interpretó la canción en el programa de la BBC Top of the Pops, aunque esta presentación nunca fue transmitida, y la canción cayó de las listas de éxitos. Esta canción fue el segundo sencillo del álbum.
La canción homónima del álbum, «Never Let Me Down», trata de quien fue por mucho tiempo la asistente personal de Bowie, Coco Schwab. El músico escribió la canción como una referencia directa a su relación con Coco, como un contraste respecto del resto de las canciones del álbum, que él sentía que eran mayormente alegóricas. Esta canción fue la última en ser escrita para el álbum, compuesta y grabada en un día durante la última semana de la mezcla del álbum en los estudios Power Station de Nueva York. Bowie atribuyó su estilo de canto en esta canción a John Lennon. La interpretación de Bowie de esta canción en Top of the Pops se mostró en la primera emisión de la versión estadounidense del programa. Esta canción fue regrabada y publicada como el tercer sencillo del álbum. Thomas Erlewine, en su crítica para AllMusic, tiempo después la consideró una de las «canciones más infravaloradas» de Bowie.
| "Es un pequeño título pomposo, ¿no? Visto fuera de contexto, es bastante aburrido, pero en el contexto de la canción y las canciones del álbum, creo que es bastante irónico utilizarlo como título. También hay una cosa vaudeviliana sobre la portada. Los dos combinados son cómicos."—David Bowie acerca de la portada y el nombre del disco |

Bowie llamó a la canción «Beat of your Drum» como «una canción de Lolitas», una «reflexión acerca de las chicas jóvenes: “¡Dios, solo tiene catorce años, pero vale la pena ir a la cárcel por ello!”». El biógrafo de Bowie, Nicholas Pegg, quien llamó a la canción una de las mejores canciones del álbum, señaló que «Beat of Your Drum» podría ser un "antecesor directo", tanto lírica como musicalmente, a la canción de Tin Machine de 1991 «You Belong in Rock n' Roll». 
La canción «Zeroes», a la que Rolling Stone llamó como el tema más alentador y exitoso del álbum, es, de acuerdo a Bowie, un viaje nostálgico: «¡Quería poner ahí cada cliché de los sesenta en que pudiera pensar!: “Detenerse, predicar y dejar que el amor entre”, todas esas cosas. Espero que haya un mensaje implícito humorístico en ella. Pero el mensaje entre líneas es definitivamente que las recompensas o adornos del rock no son tan buenos como se cree».
El tema «Glass Spider» es una especie de historia mitológica basada en un documental que Bowie había visto sobre las arañas viuda negra, que decía que estas, en sus telarañas, amortajan los esqueletos de sus presas. Bowie también pensó que la telaraña de la Glass Spider constituiría una buena temática para la gira, y le dio así el nombre a la gira promocional así como al vestuario para las presentaciones.
El actor Mickey Rourke le pidió a Bowie participar en alguna de las canciones, ya que ambos se habían conocido en Londres, donde Rourke estaba asentado mientras filmaba la película A Prayer for the Dying. Bowie lo hizo interpretar el rap de la canción «Shining Star (Makin 'My Love)». Bowie se refirió en broma a la actuación de Rourke como "rap del método". Bowie describió la canción como una que "refleja la situación de 'volver a las calles', y cómo las personas están tratando de unirse frente a tantos desastres y catástrofes, que ocurren en el entorno social, sin saber si van a sobrevivir por sí mismas". Lo único a lo que tienen que aferrarse es el uno al otro; aunque puede convertirse en algo terrible, es lo único que tienen. Es sólo una pequeña canción de amor que sale de ese entorno". Rechazó la idea de que su voz "alta y pequeña" (que atribuyó a Smokey Robinson) en la canción fuese un nuevo personaje (para seguir detrás de Ziggy Stardust o The Thin White Duke), diciendo que era justo lo que la canción necesitaba, ya que había probado la canción con su voz normal y no le gustó el resultado: "Eso nunca me molestó, cambiar las voces para que se ajusten a una canción. Puedes engañar con eso". «Shining Star» fue una de las primeras elecciones de Bowie para que fuese publicada como sencillo para el álbum pero EMI tuvo la última palabra y no la lanzó como tal. Un remezcla de 12" de la canción estuvo disponible en iTunes cuando el EP Never Let Me Down fue lanzado digitalmente en 2007. 
Bowie llamó a «New York's in Love» una canción sarcástica sobre la vanidad de las grandes ciudades. Pegg más tarde llamaría a esta canción "un fuerte adversario para la... cuchara de madera" en el álbum.
Bowie originalmente escribió la canción «87 and Cry» como una declaración sobre Margaret Thatcher que era la primera ministra del Reino Unido en ese momento. La canción se refería a la distinción entre el gobierno autoritario y los ciudadanos (los "perros"), y Bowie admitió que la letra bordeaba lo surrealista, describiendo a las personas "comiendo las energías de otros para llegar a lo que querían". La canción fue lanzada como la cara B del tercer single del álbum, «Never Let Me Down».
«Too Dizzy» fue la primera canción que Bowie y el nuevo colaborador Kizilcay escribieron juntos para el álbum, y fue escrita en homenaje a los años 50. Bowie dijo que "una verdadera temática de los años cincuenta era el amor o los celos, así que pensé que me quedaría con los celos porque es mucho más interesante". Bowie en ese momento calificó la canción de "descarte" y pareció sorprendido de haberla incluido en el álbum. La canción se ha eliminado de las reediciones posteriores de Never Let Me Down. A pesar del desagrado de Bowie por la canción EMI la consideró brevemente como un cuarto sencillo del álbum, y de hecho apareció como un lanzamiento promocional en los Estados Unidos.
Cuando se le preguntó acerca de su elección de incluir la canción «Bang Bang» de Iggy Pop en el álbum (en lugar de tal vez coescribir una nueva canción), Bowie dijo que "Iggy ha hecho tantas buenas canciones que la gente nunca llega a escuchar(...). Creo que es una de sus mejores canciones, «Bang Bang», y no se ha escuchado, y ahora podría ser". «Bang Bang» fue lanzada como un sencillo promocional en CD en 1987.
En general Bowie resumió el álbum después de su lanzamiento en 1987 como un esfuerzo por "restablecer lo que solía hacer, que era un álbum orientado a la guitarra. Creo que el próximo álbum lo será aún más". Su siguiente esfuerzo en hacer un álbum de rock de banda orientado a la guitarra fue Tin Machine (1989).

## Recepción y crítica
Si bien inicialmente las ventas de Never Let Me Down fueron positivas posteriormente se resintieron debido a las críticas profesionales de los críticos musicales que no fueron demasiados favorables. El crítico Ira Robbins escribió "aunque esta salida informal de ruidos de rock ... a primera vista parece ser despreocupada y ligera, la primera parte es bastante buena, ofreciendo letras provocativas de cultura pop enviadas con un genuino entusiasmo y un alegre soporte". En 1987 la revista Spin llamó al álbum "un trabajo inspirado y brillantemente elaborado. Está cargado con un espíritu positivo que hace que el arte se alimente del alma; imbuido de la energía contagiosa que le da ideas a la pierna para bailar", pero en 1989, otro crítico de la revista llamó al álbum "decepcionante". La revista Rolling Stone calificó la obra como un "pastiche extraño y despreocupado de elementos de todos los Bowies anteriores", "desenfocado" y posiblemente "el álbum Bowie más ruidoso y descuidado de la historia ... Ser ruidoso y descuidado no es necesariamente algo malo pero, es triste decirlo, Never Let Me Down es incluso un desastre". Otro crítico mantuvo un optimismo general por el potencial de las canciones en el álbum, quejándose solo de que la "producción opresiva" arruinó las canciones. La edición retrospectiva de 1987 de la revista Billboard, llamó a Never Let Me Down como, "posiblemente el lanzamiento más subestimado del año" y consideró al álbum como candidato para el "Critic's Choice" del año.
Bowie no estaba preocupado por la repercusión relativamente baja del álbum en las listas de éxitos y dijo: "He hecho unos 20 álbumes durante mi carrera, y hasta ahora este es el tercer álbum más vendido. No puedo sentirme tan decepcionado, sin embargo, es una decepción que no haya sido tan optimista como debería ser(...) pero realmente no me siento tan negativo al respecto. En lo que a mí respecta, es uno de los mejores discos que he hecho. Como dije, Never Let Me Down ha sido un gran éxito en ventas para mí. Así que estoy bastante feliz". A pesar de las crecientes críticas en la prensa Bowie dijo que Never Let Me Down era uno de los más agradables y enérgicos álbumes que había hecho en mucho tiempo.

## Imagen pública
Bowie, que acababa de cumplir 40 años el año en que se lanzó el álbum, era algo común de ver en las portadas de revistas durante el año. Apareció junto a Tina Turner en la portada de la revista In Fashion (con el lema 'Forever cool'), en la revista Musician  y en la portada de la edición de "Style" del vigésimo aniversario de Rolling Stone en los Estados Unidos, como parte de una serie de fotografías contemporáneas de Bowie tomadas por el fotógrafo Herb Ritts. Los artículos sobre el álbum y la gira de Bowie aparecieron en publicaciones orientadas a adolescentes como Mademoiselle y la revista Teen, la cual llamó a Bowie "un candidato líder para el personaje más genial del rock". Bowie fue elegido como una de las principales estrellas pop masculinas del año (1987) en la edición retrospectiva de final de año de Billboard.

## Actuaciones en vivo

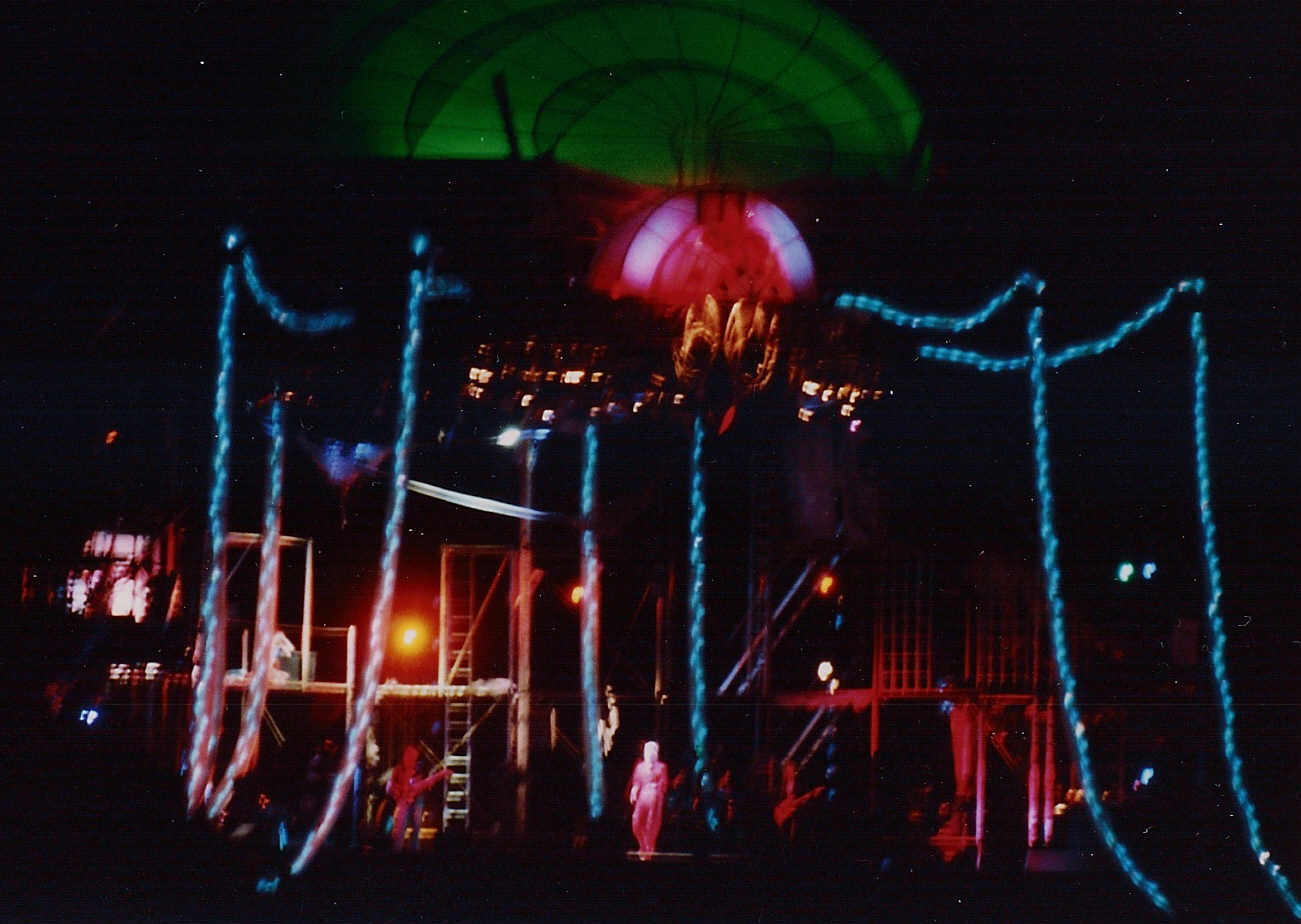
David Bowie en su Glass Spider Tour en 1987, más concretamente en el festival Rock am Ring

Bowie sabía que iba a llevar a este álbum de gira, y en las primeras entrevistas dijo: "Voy a hacer una cosa teatral este año, por lo que estoy increíblemente emocionado porque me voy a arriesgar de nuevo", pero cuando se le pidieron detalles, se negó a renunciar a cualquiera y dijo: "Solo haré lo que siempre hice, lo que mantendrá las cosas interesantes".
Bowie interpretó varias de las canciones del álbum durante una gira de prensa que precedió a su gira teatral Glass Spider Tour, que se presentó ante una audiencia combinada de hasta seis millones de fanáticos. Bowie quería producir un show en vivo que continuara donde se interrumpió su abortado Diamond Dogs Tour de 1974. Aunque se consideró financieramente exitoso y bien atendido, la gira en sí fue rechazada por la crítica. Bowie diseñó sus próximas giras específicamente para evitar los problemas por los que se criticó a la Glass Spider Tour, evitando presentaciones excesivamente teatrales y centrándose en su música. A pesar de las críticas, Bowie sostuvo que actuar en esta gira fue de lo más divertido que había realizado hasta ese momento en su carrera.

## Legado
Inicialmente después del lanzamiento del álbum, Bowie estaba emocionado de regresar al estudio para grabar más material, habiendo escrito más canciones de las que se grabaron para el álbum. Dijo que quería grabar más música "experimental", refiriéndose a su trabajo en la década de 1970 con Brian Eno. Sin embargo, debido a la mala recepción crítica del álbum y la gira posterior, Bowie suspendió esos planes y en su lugar formó su banda de rock Tin Machine, que utilizó para rejuvenecer de manera creativa y artística. 
Su opinión sobre el álbum se agrió a medida que pasaban los años. En 1990, durante unas entrevistas para su Sound+Vision Tour, Bowie comentó que se sentía como si estuviera "en el lodo" al hacer este álbum, y expresó su decepción por haber perdido buenas canciones al permitir que la producción del álbum le diera a las canciones un sentimiento de sobreabundancia de músicos de sesión.
Un año más tarde, mientras trabajaba con Tin Machine en su segundo álbum, reflexionó sobre sus pocos álbumes anteriores: "Se puede decir que me sentí terriblemente infeliz a finales de los años 80. Estaba en ese inframundo de aceptación comercial. Fue un viaje horrible. 1983, '84, '85, '86, '87 - esos cinco años fueron simplemente espantosos ... Never Let Me Down tenía buenas canciones que maltraté. Realmente no me apliqué a mí mismo. No estaba muy seguro de lo que se suponía que estaba haciendo. Desearía que hubiese habido alguien cerca que pudiese habérmelo dicho".
En 1993, mientras realizaba giras de prensa por su álbum Black Tie White Noise, Bowie reconoció que, aunque el álbum se vendió más que cualquiera de sus álbumes anteriores (exceptuando Let's Dance), sintió que al lograrlo, casi había perdido su interés en hacer música en conjunto. Él explicó: "Al final, no perdí las canciones, pero sí el sonido... Literalmente, las deseché entregándolas a muy buenas personas para que las arreglaran, pero no me involucré, casi hasta el punto de la indiferencia".

En 1995, Bowie habló más detenidamente sobre cómo sentía que su creatividad y la música habían sufrido después del éxito de Let's Dance:
[La gran estima pública en ese momento] no significaba absolutamente nada para mí. No me hizo sentir bien. Me sentí insatisfecho con todo lo que estaba haciendo y, finalmente, comenzó a mostrarse en mi trabajo. Let's Dance fue un excelente álbum en un género determinado, pero los dos álbumes siguientes después de eso [Tonight y Never Let Me Down] mostraron que mi falta de interés en mi propio trabajo se estaba volviendo realmente transparente. Mi nadir fue Never Let Me Down. Fue un disco tan horrible. Ahora he llegado a un lugar donde no soy muy crítico conmigo mismo. Pongo lo que hago, ya sea en artes visuales o en música, porque sé que todo lo que hago es realmente sincero. Incluso si es un fracaso artístico, no me molesta de la misma manera que Never Let Me Down me molesta. Realmente no debería haberme molestado en ir al estudio para grabarlo. [risas] De hecho, cuando lo escucho, me pregunto si lo hice a veces.
Ninguna canción de este álbum se interpretó en las giras de Bowie posteriores a 1987.

## Lista de canciones
Este fue el primer álbum en tener canciones de diferente duración en el lanzamiento de vinilo que en el del casete y el CD, con casi todas las canciones apareciendo [en casete y CD] con una duración más extensa que en el vinilo.

### LP
Lado A
| N.º | Título                                           | Duración |  |
| 1.  | «Day-In Day-Out»                                 | 4:38     |  |
| 2.  | «Time Will Crawl»                                | 4:18     |  |
| 3.  | «Beat of Your Drum»                              | 4:32     |  |
| 4.  | «Never Let Me Down» (David Bowie, Carlos Alomar) | 4:03     |  |
| 5.  | «Zeroes»                                         | 5:46     |  |

Lado B
| N.º   | Título                                    | Duración |  |
| 6.    | «Glass Spider»                            | 4:56     |  |
| 7.    | «Shining Star (Makin' My Love)»           | 4:05     |  |
| 8.    | «New York's in Love»                      | 3:55     |  |
| 9.    | «'87 and Cry»                             | 3:53     |  |
| 10.   | «Too Dizzy» (David Bowie, Erdal Kızılçay) | 3:58     |  |
| 11.   | «Bang Bang» (Iggy Pop, Ivan Kral)         | 4:02     |  |
| 48:06 |                                           |          |  |

## Reediciones
La pista «Too Dizzy» se ha eliminado de las reediciones posteriores del álbum, según se informa a petición de Bowie porque era la canción que menos le agradaba del álbum.
Bonus Tracks (1995 Virgin)

| N.º | Título                                                                                        | Escritor(es)                                 | Duración |  |
| 1.  | «Julie» (Originalmente lanzada como lado B del sencillo "Day-In Day-Out" en 1987)             |                                              | 3:45     |  |
| 2.  | «Girls» (Originalmente lanzada como lado B del sencillo "Time Will Crawl" en 1987)            | Bowie, Kızılçay                              | 5:38     |  |
| 3.  | «When the Wind Blows» (Lanzada en la banda sonora de la película When the Wind Blows en 1986) | Letra por Bowie; Música por Bowie y Kızılçay | 3:36     |  |

## Créditos
- Productores:
  - David Bowie
  - David Richards

- Músicos:
  - David Bowie – voz, guitarra, teclados, pandereta y coros
  - Carlos Alomar – guitarra, sintetizador, pandereta y coros
  - Erdal Kizilcay – teclados, batería, bajo, trompeta, coros y violín
  - Peter Frampton – guitarra principal
  - Philippe Saisse – piano y teclados
  - Carmine Rojas – bajo
  - Earl Gardner – fliscorno
  - Crusher Bennet – percusión
  - Stan Harrison – saxofón alto
  - Laurie Frink – trompeta
  - Steve Elson – saxofón barítono
  - Lenny Pickett – saxofón tenor
  - Robin Clark – coros
  - Loni Groves – coros
  - Diva Gray – coros
  - Gordon Grodie – coros
  - Sid McGinnis – guitarra principal en «Bang Bang», «Time Will Crawl» y «Day-In Day-Out»
  - Mickey Rourke – rapeo en «Shining Star (Makin' My Love)»